# Mycenaceae
Mycenaceae é uma família de fungos da ordem Agaricales. De acordo com o Dicionário da Fungos (10ª edição, 2008), a família contém 10 gêneros e 705 espécies. Esta é uma das várias famílias que foram separadas a partir da Tricholomataceae como resultado de análise filogenética. Taxa na Mycenaceae são saprobióticos, têm uma distribuição cosmopolita, e são encontrados em quase todas os zonas ecológicas.